# Inwertaza
Inwertaza (β-fruktofuranozydaza, β-fruktozydaza, sacharaza, EC 3.2.1.26) – enzym z klasy hydrolaz i podklasy glikozydaz, który katalizuje hydrolizę wiązania fruktofuranozydowego (+)-sacharozy z wytworzeniem (+)-glukozy i (−)-fruktozy. Procesowi towarzyszy zmiana kierunku skręcania płaszczyzny polaryzacji światła spolaryzowanego z dodatniej na ujemną, tzw. "inwersja sacharozy", co jest źródłem nazwy enzymu.
Optymalne pH działania inwertazy wynosi około 5. Występuje głównie w komórkach roślinnych, gdzie związana jest ze ścianą komórkową. Wytwarzana jest też przez pszczoły, hydrolizując sacharozę podczas powstawania miodu. Produkty dostępne handlowo uzyskiwane są z drożdży.